# Al-Aqsa Foundation
Pour les articles homonymes, voir Al-Aqsa.
L'al-Aqsa Foundation est un organisme de charité basé à Aix-la-Chapelle, en Allemagne. Considéré comme proche du mouvement palestinien Hamas, il est dissous en juillet 2002. Il possède des succursales à Rotterdam, Copenhague, Bruxelles, Sanaa, Malmö, Johannesbourg et Islamabad.
L'organisation est placée sur la liste officielle des organisations terroristes de l'Union européenne, du Canada et des États-Unis, considérée depuis mai 2003 comme un moyen de financement du Hamas sous couvert d'aides humanitaires.

## Différentes appellations
L'organisation apparaît sous différents noms :

- Al-Aqsa
- Al-Aqsa Al-Islami Bank
- Al-Aqsa Charitable Foundation
- Al-Aqsa E.V.
- Al-Aqsa Islamic Charitable Society
- Al-Aqsa Sinabil Establishment
- Al-Aqsa Spanmal Stiftelse
- Charitable Society To Help The Noble Al-Aqsa
- Foreningen Al-Aqsa
- Mu'asa Al-Aqsa Al-Khayriyya
- Mu'assa Sanabil Al-Aqsa Al-Khayriyya
- Nusrat Al-Aqsa Al-Sharif
- Sanabil Al-Aqsa Charitable Foundation
- Stichting Al-Aqsa
- Swedish Charitable Aqsa Est.